# جمانة طه
جمانة طه (من مواليد مدينة جبلة سنة 1941) هي كاتبة سوريّة وعضو جمعية البحوث والدراسات وأمينة مكتبة في اتحاد الإذاعات العربية. صدر لجمانة عددٌ من الكتب والإصدارات لعلَّ أبرزها كتاب «الجمان في الأمثال» وهي دراسةٌ تاريخيةٌ مقارِنة، كما نشرت كتاب «سندباد في رحلة مؤجلة» وهو مجموعة قصصيّة مكوَّنة من عددٍ من القصص القصيرة.

## الحياة المبكّرة والتعليم
عاشت جمانة طه معظم حياتها في سوريا حيث ترعرعت هناك ودرست إلى أن نالت إجازة في اللغة العربية من جامعة دمشق كما أنها تُتقن اللغة الإنجليزية.

## المسيرة المهنيّة
صدر لجمانة طه كتابٌ تحت عنوان «غواية الذكريات» عن الدار العربية للعلوم ناشرون في 317 صفحة، بحيث تناولت فيه الكاتبة بطريقةٍ تُشبه السرد السيري، كتبها قلم يعايش صاحبه. صاحبهُ الذي حمل جراح وطنه بين ضلوعه ومشى يعبر البلدان، يجوب العالم أو أكثره، ويُسجّل انطباعاته ومشاهداته في إطار أدبي. اعتُبر هذا الكتاب من قِبل بعض النقاد رحلة حافلة بالمغامرة والغرابة والاختلاف.
نشرت الكاتبة أيضًا رواية «عندما تتكلم الأبواب» (112 صفحة) عن اتحاد الكتاب العرب في العاصمة السوريّة دمشق، ثمّ أتبعتهُ بكتاب «موسوعة الأمثال الشعبية العربية: دراسة تاريخية مقارنة» عن دار الخيال للطباعة والنشر والتوزيع في 720 صفحة وهو الكتاب الذي ركَّز على موازنة الأمثال الشعبية السورية بالأمثال العربية القديمة والمولدة والشعبية، وأحيانًا بالمثل الإنجليزيّة. صنَّفت جمانة في هذا الكتاب الأمثال الشعبيّة تصنيفًا موضوعيًا بالترتيب الأبجدي، فجاء تصنيفها على الأسلوبين معًا: النوعي والهجائي.
ضمّنت المؤلِّفة الكتاب دراسة تحليلية تتناول نشأة المثل ومعناه، وتطوره التاريخي، مستنتجة الخطوط العريضة للعلاقات بين الأمثال، معالجةً دلالاتها. قُسّم الكتاب – وهو مجلدٌ ضخمٌ يفوق الـ 700 صفحة – إلى 177 فصلًا، واختير تسميات الفصول من معاني الأمثال، وفصول حملت أسماء الفصول والشهور لتأثيرها المباشر، وفصلًا للمتفرقات من الأمثال ذات الصبغة المحببة، وفصلًا للعبارة وفصلاً للقياس، وفصلاً للتفضيل، وفصلاً خاصاً بالأمثال الساخرة الضاحكة، كما أفرد مكاناً لأمثال بعض الأمم القديمة لقيمتها الإنسانية والحضارية، وقد قامت المؤلفة بترجمة الأمثال والأقوال والحكم الآكادية والفرعونية والسريانية عن نصوصها الإنكليزية.
نشطت جمانة أكثر في مجال القواميس حيث نشرت في وقتٍ ما أيضًا وعن نفس الدار: شركة دار الخيال للطباعة والنشر والتوزيع كتاب «موسوعة الروائع في الحكم والأمثال» (719 صفحة) الذي يُعتبر دراسة تاريخية مقارنة، بل فيه أيضًا كمم من الأمثال العربية المعروفة على مستوى بلدان الوطن العربي كافة، إلى جانب هذا تميّزت جمانة بتوضيحها للخلفية الاجتماعية لكل مثل. رأى بعض النقاد أنَّ جمانه طه استطاعت أن تستقطب كل الأمثال العربية، التي بدت في معظمها متشابهة، إلا في بعض الفروقات في اللهجات المحلية، وأظهرت من جهة أخرى، وحدة الذاكرة الشعبية العربية التي انطلقت من نبع واحد. رتَّبت جمانة هذا الكتاب حسب الأحرف الأبجدية أولاً، ثم أعطته عناوين فرعية تدل على معاني هذه الأمثال والمناسبات التي قيلت فيها، كما قيل في التأسف والنوم، أو الاستحالة، أو البله، أو الانتهازية، أو الاضطرار والتماس العذر، أو التحدي، أو حسن التصرف وهكذا.

## قائمة أعمالها
هذه قائمةٌ بأبرز أعمال الكاتبة والقاصَّة والروائيّة جمانة طه:
- سندباد في رحلة مؤجلة (مجموعة قصصيّة)[23]
- غواية الذكريات من أدب الرحلات[24]
- عندما تتكلم الأبواب[25]
- موسوعة الأمثال الشعبية العربية: دراسة تاريخية مقارنة[26]
- موسوعة الروائع في الحكم والأمثال[27]